# Eisenbahnbrücke Stockstadt
Die Eisenbahnbrücke Stockstadt überspannt zwischen Stockstadt und Mainaschaff den Main bei Stromkilometer 81,344. Das Bauwerk gehört zur Bahnstrecke zwischen Darmstadt und Aschaffenburg. Es liegt bei Streckenkilometer 72,2 und weist zwei Gleise sowie auf der stromabwärtigen Seite einen Gehweg und auf der anderen Seite einen Dienststeg.

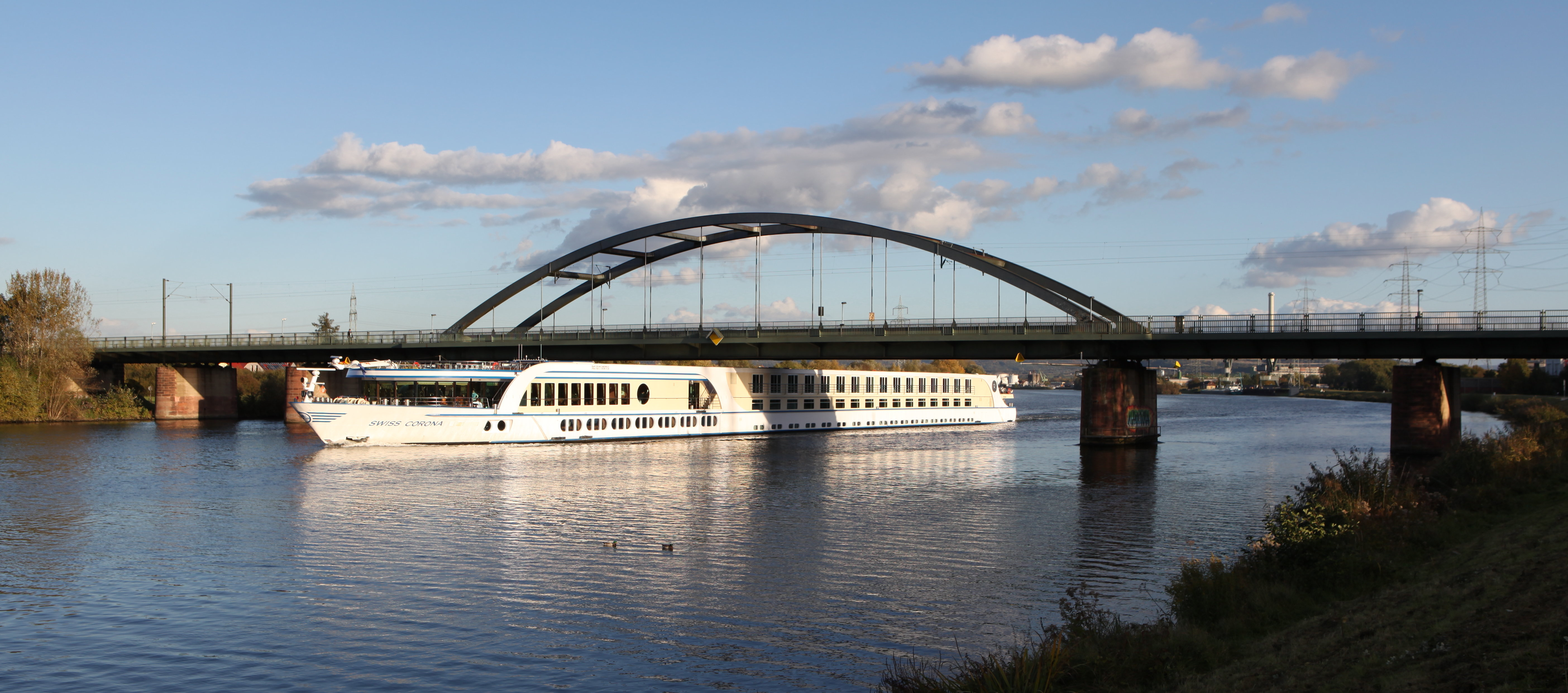
Eisenbahnbrücke über den Main bei Stockstadt

## Verkehrsbedeutung
Im Rahmen der Errichtung der Main-Rhein-Bahn durch die Hessische Ludwigsbahn von Mainz über Darmstadt nach Aschaffenburg war kurz vor dem Zielbahnhof der Main zu überqueren. Die dort erforderliche Brücke und die Mainzer Südbrücke waren die einzigen aufwändigen Kunstbauten, die für die Strecke erstellt werden mussten. Sie waren somit auch diejenigen, die zuletzt fertiggestellt wurden, die Mainzer Südbrücke sogar erst 1862.

## Erste Brücke
Die Brücke wurde ab 1856 von dem Mainzer Bauunternehmer Christian Lothary aus Buntsandstein mit neun Bogen auf zehn Pfeilern errichtet. Während das erste Teilstück der Strecke am 1. August 1858 dem öffentlichen Verkehr übergeben wurde, konnte das „Schlusssteinfest“ der Eisenbahnbrücke Stockstadt erst am 21. August 1858 gefeiert werden. Anwesend waren dabei der ehemalige König Ludwig I. von Bayern und seine Tochter Mathilde, die mit dem regierenden Großherzog von Hessen, Ludwig III., verheiratet war. Ein erster Versuchszug fuhr am 30. Oktober 1858 von Aschaffenburg nach Dieburg und damit auch über die Eisenbahnbrücke Stockstadt. Am 2. November 1858 wurde die Strecke Mainz–Aschaffenburg erstmals von einem Versuchszug durchgehend befahren, in dem auch der bayerische Minister Ludwig von der Pfordten saß. Der Güterverkehr wurde am 15. November 1858, der Personenverkehr am 25. Dezember 1858 aufgenommen. Die Eisenbahnbrücke Stockstadt hatte 420.000 Gulden gekostet.
Diese erste Eisenbahnbrücke Stockstadt wurde im Zweiten Weltkrieg durch die sich vor der anrückenden US-Armee zurückziehende Wehrmacht am 24. März 1945 gesprengt.

## Zweite Brücke

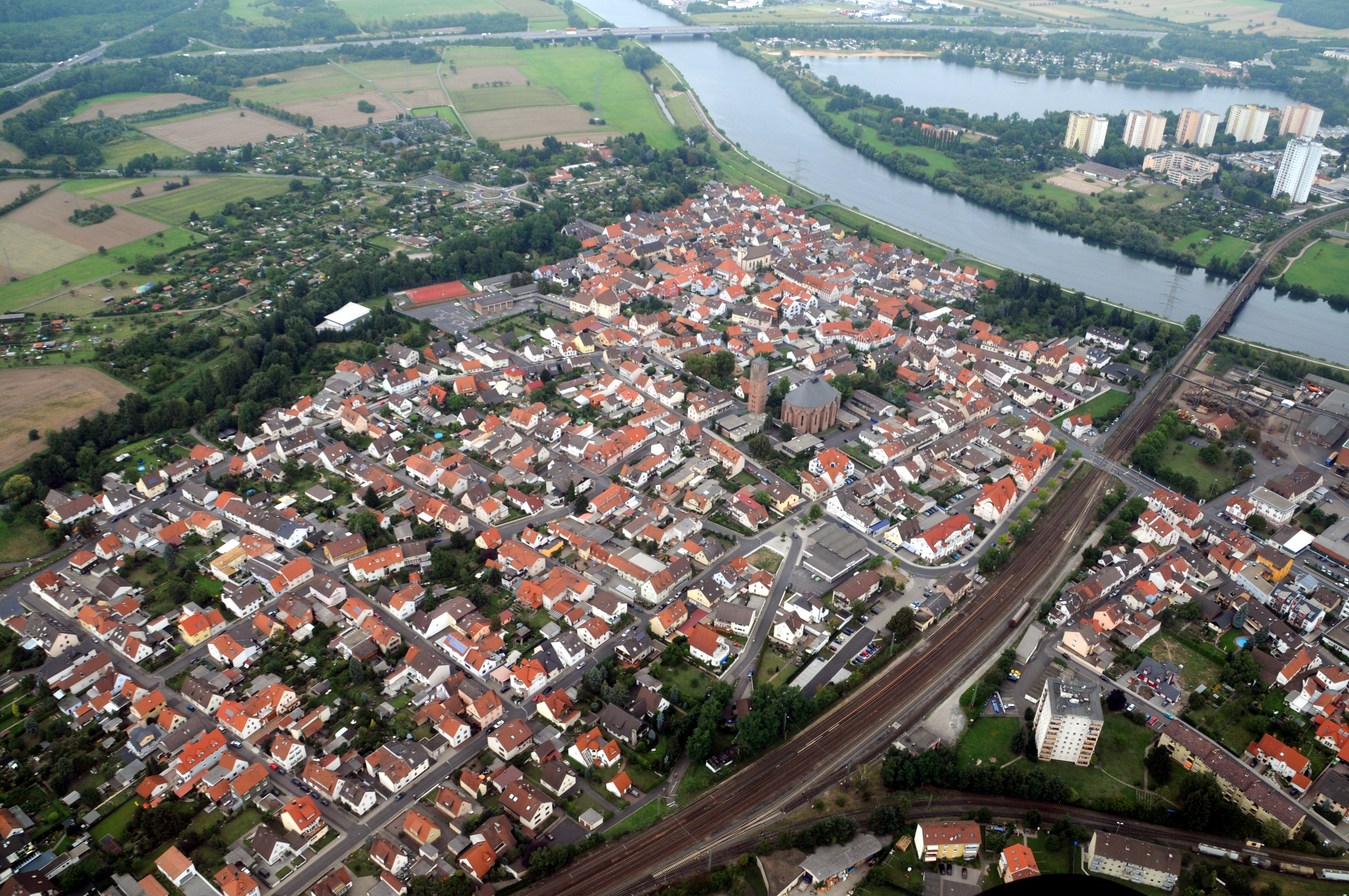
Rechts die Eisenbahnbrücke, im Hintergrund die Autobahnbrücke Stockstadt

Die bestehende Brücke, die die zerstörte endgültig ersetzte, konnte am 1. Dezember 1955 übergeben werden. Sie kostete 3 Mio. DM und nutzt einige der historischen, mit Beton sanierten Buntsandstein-Pfeiler der ersten Brücke als Auflager. Die Gesamtstützweite der neuen Brücke beträgt 208,7 Meter. Die Hauptöffnung besteht aus einer stählernen, 69,7 Meter weit spannenden Stabbogenbrücke an die beidseits als Vorlandbrücken jeweils Durchlaufträger mit drei Öffnungen und Stützweiten von 23,3 Meter am linken Mainufer und 32,2 Meter am rechten Mainufer anschließen. In der östlichen Flussaue ist außerdem eine einbogige Vorlandbrücke vorhanden. Die Brücke ist Bestandteil der Route der Industriekultur Rhein-Main Bayerischer Untermain.
Aufgrund von Ermüdungsschäden mussten die als dreifeldrige Stahlbalken mit zwei unten liegenden Hohlkästen ausgebildeten Vorlandbrücken im Jahr 2020 ausgetauscht werden, während die Strombrücke unverändert blieb. Die beiden 1,64 Meter hohen Kastenträger wurden durch jeweils vier Hauptträger, Walzträgerprofile HEM 1000 mit aufgeschweißten, 65 mm dicken Lamellen, ersetzt. Zusätzlich wurden über den Fugen zwischen der Flussbrücke und den Vorlandbrücken Schienenauszüge eingebaut.
Bei der Instandsetzung sollte der Rad- und Gehweg von ursprünglich 1,6 Meter auf 2,50 Meter verbreitert werden, was jedoch die Bahn AG ablehnt. Im Mittelteil wurden lediglich die Brückengeländer erhöht. Die Vorlandbrücke auf der Mainaschaffer Seite, eine Sandstein-Rundbogenbrücke, wurde nicht erneuert.